# Ле (Атлантические Пиренеи)
Ле (фр. Lée) — коммуна во Франции, находится в регионе Аквитания. Департамент — Атлантические Пиренеи. Входит в состав кантона Пе-де-Морлаас и дю Монтанерес. Округ коммуны — По.
Код INSEE коммуны — 64329.

## География
Коммуна расположена приблизительно в 660 км к югу от Парижа, в 175 км южнее Бордо, в 7 км к востоку от По.
На юге коммуны протекает река Ус, а на севере — река Ус-де-Буа.

### Климат
Климат тёплый океанический. Зима мягкая, средняя температура января — от +5°С до +13°С, температуры ниже −10 °C бывают редко. Снег выпадает около 15 дней в году с ноября по апрель. Максимальная температура летом порядка 20-30 °C, выше 35 °C бывает очень редко. Количество осадков высокое, порядка 1100 мм в год. Характерна безветренная погода, сильные ветры очень редки.

## Население
Население коммуны на 2010 год составляло 1198 человек.
| 1962 | 1968 | 1975 | 1982 | 1990 | 1999 | 2010 |
| ---- | ---- | ---- | ---- | ---- | ---- | ---- |
| 248  | 313  | 282  | 420  | 446  | 779  | 1198 |

## Администрация
| Период | Период | Фамилия      | Партия | Примечания |
| ------ | ------ | ------------ | ------ | ---------- |
| 1995   | 2008   | Пьер Доманже |        |            |
| 2008   | 2020   | Жерар Гийом  |        |            |

## Экономика
В 2010 году среди 740 человек трудоспособного возраста (15-64 лет) 527 были экономически активными, 213 — неактивными (показатель активности — 71,2 %, в 1999 году было 71,2 %). Из 527 активных жителей работали 500 человек (275 мужчин и 225 женщин), безработных было 27 (8 мужчин и 19 женщин). Среди 213 неактивных 88 человек были учениками или студентами, 68 — пенсионерами, 57 были неактивными по другим причинам.

## Города-побратимы
- Ла-Пуэбла-де-Альфинден (Испания, с 1997)